# Azara microphylla

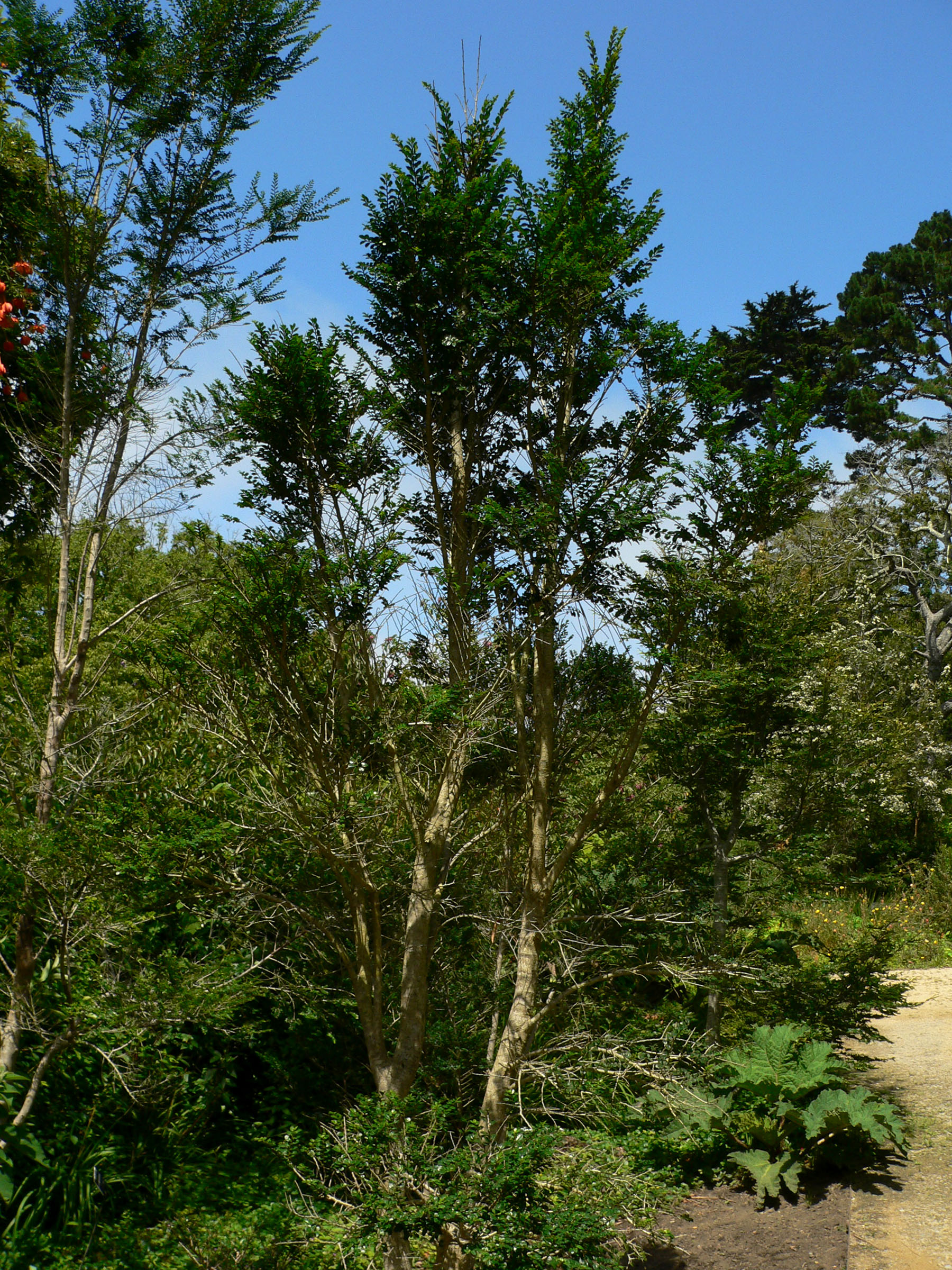
Azara microphylla

Azara microphylla (de nome comum boxleaf azara) é uma espécie de planta com flor da família Salicaceae, nativa do Chile e da Argentina. De crescimento de até 10 metros, é uma pequena e vertical árvore/arbusto grande. Tem folhas pequenas, brilhante, e de tonalidade verde-escuro, produzindo flores com aroma a baunilha no inverno. É uma das azaras mais resistentes, resistindo a temperaturas de até −15 °C (5,0 °F), mas nas regiões mais frias requer alguma protecção contra ventos frios. Ela também tolera a permanência na sombra.
O epíteto específico microphylla significa "pequena-folheada". As folhas não têm mais do que 2,5 cm de comprimento.